# Netzhoppers Königs Wusterhausen
Netzhoppers Königs Wusterhausen ist ein Volleyball-Verein, dessen erste Männermannschaft als „Energiequelle Netzhoppers KW“ in der Bundesliga spielt.
Bis 2023 spielte die Mannschaft in der Landkost-Arena in Bestensee und nannte sich „Energiequelle Netzhoppers KW-Bestensee“. Ab der Saison 2023/24 spielt sie in der Paul-Dinter-Halle in Königs Wusterhausen, in der sie bereits früher ihre Heimspiele ausgetragen hat.

## Team
Der Kader für die Saison 2025/26 besteht aus folgenden Spielern.
| Name            | Nr. | Nation      | Größe  | Geburtsdatum  | Position | im Verein seit | Vertrag bis |
| --------------- | --- | ----------- | ------ | ------------- | -------- | -------------- | ----------- |
| Carl Borchard   |     | Deutschland | 1,91 m |               | AA       | 2025           | 2026        |
| Ben Breiter     |     | Deutschland | 1,97 m | 20. Juli 2007 | MB       | 2025           | 2026        |
| Hannes Gerken   | 9   | Deutschland | 1,87 m | 29. Mai 1998  | Z        | 2024           | 2026        |
| Lovis Homberger | 6   | Deutschland | 2,04 m | 11. Feb. 2004 | D        | 2023           | 2026        |
| Carl Möller     | 7   | Deutschland | 2,07 m | 26. Jan. 2004 | MB       | 2023           | 2026        |
| Isaiah Olfert   |     | Kanada      | 1,95 m | 6. Nov. 2001  | AA       | 2025           | 2026        |
| Theo Timmermann | 11  | Deutschland | 1,90 m | 14. Juli 1996 | AA       | 2024           | 2026        |
| Tim Türpe       |     | Deutschland | 1,77 m | 28. Juli 2005 | L        | 2025           | 2026        |

Positionen: AA = Annahme/Außen, D = Diagonal, L = Libero, MB = Mittelblock, Z = Zuspiel
| Neuzugänge 2025 | Neuzugänge 2025        | Abgänge 2025   | Abgänge 2025        |
| Spieler         | bisheriger Verein      | Spieler        | neuer Verein        |
| --------------- | ---------------------- | -------------- | ------------------- |
| Carl Borchard   | VC Olympia Berlin      | Leo Bernsmann  | FC Junkersdorf Köln |
| Ben Breiter     | VC Olympia Berlin      | Daniel Hähnert | unbekannt           |
| Isaiah Olfert   | University of Winnipeg | Maxim Künitz   | unbekannt           |
| Tim Türpe       | VC Olympia Berlin      | Odin Gnilitza  | unbekannt           |
|                 |                        | Kai Wieser     | Karriereende        |

Chef-Trainer ist seit 2024 der Australier Liam Sketcher. Sein Assistent ist Christian Materne. Für die medizinische Betreuung sind die Ärzte Kai Dragowsky und Winfried Höhn sowie die Physiotherapeuten David Ewald und Benjamin Hoffmann zuständig. Hannah Dauer und Gerold Rebsch arbeitet als Scout.

## Bundesliga

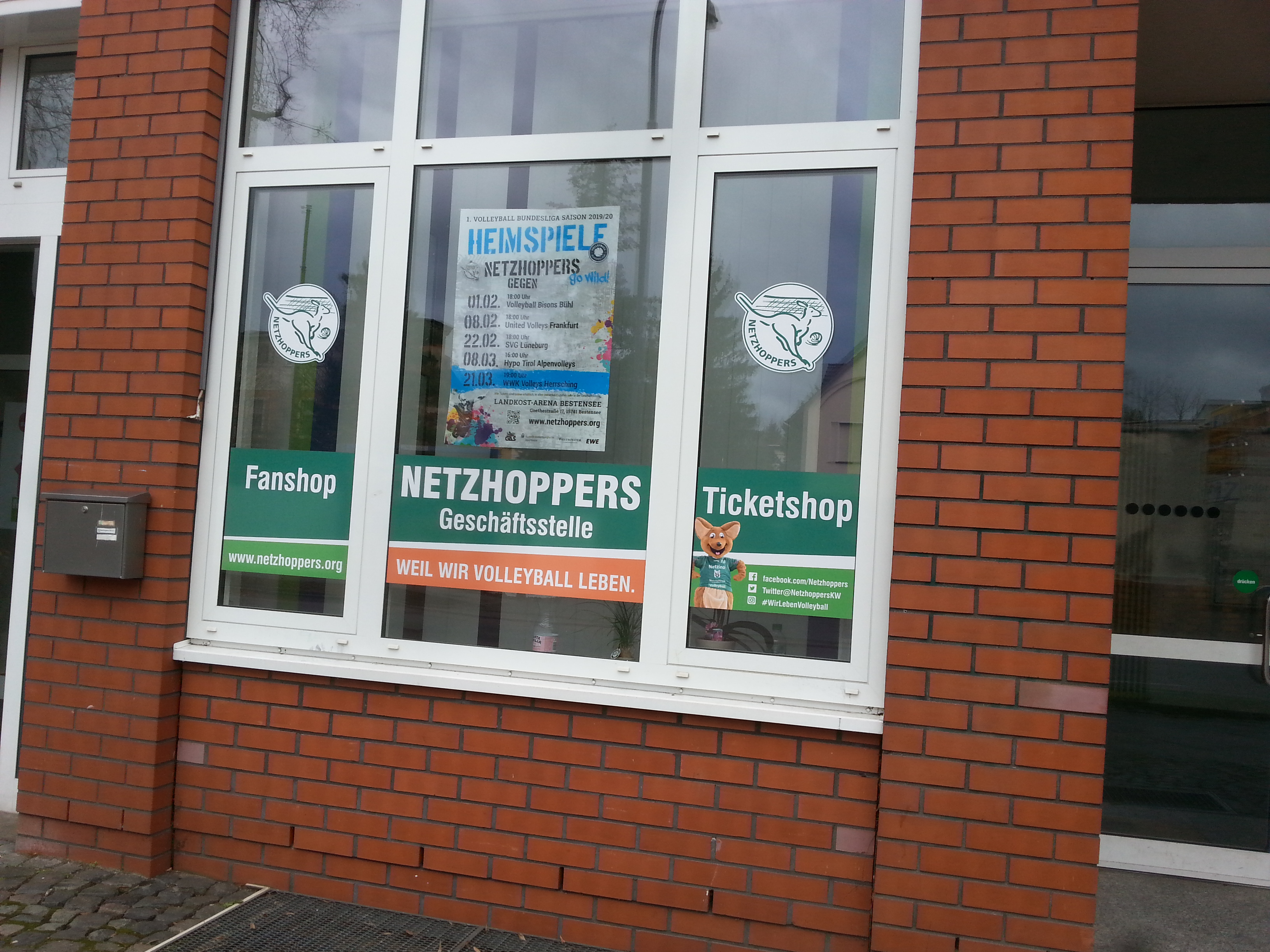
Geschäftsstelle der Netzhoppers Königs Wusterhausen in der Eichenallee 1b, Königs Wusterhausen

Nach sechs Jahren in der Zweiten Liga Nord stiegen die Netzhoppers 2006 in die Bundesliga auf und schafften den Klassenerhalt. In der Saison 2007/08 qualifizierten sie sich als Achter für die Playoffs und verloren das Viertelfinale gegen den späteren Meister VfB Friedrichshafen. Ein Jahr später unterlagen sie erst im Halbfinale gegen Haching. 2009/10 scheiterten die Netzhoppers bereits im Viertelfinale an evivo Düren.
Nach sechs Jahren Erstligazugehörigkeit wurde der Lizenzantrag des Vereins für ein Spielrecht in der 1. Bundesliga für die Saison 2013/14 aus wirtschaftlichen Gründen von der DVL abgelehnt. In der Saison 2013/14 starteten die Netzhoppers demnach in der zweiten Bundesliga. Ohne Niederlage gelang ihnen der Wiederaufstieg in die erste Liga.

## DVV-Pokal
In der Saison 2003/04 setzten sich die Netzhoppers als Zweitligist gegen den Erstligisten Wuppertal durch und verloren das Viertelfinale gegen Mendig. Drei Jahre später scheiterten sie als Bundesligist in der gleichen Runde an Leipzig. In der Saison 2007/08 schieden sie gegen Eltmann ebenso im Achtelfinale aus wie 2008/09 gegen Wuppertal und 2009/10 gegen Haching. In der Saison 2020/21 schaffte die Mannschaft erstmals in der Vereinsgeschichte den Sprung in das DVV-Pokalfinale. Auf dem Weg dorthin holten sie dreimal einen 0:2-Rückstand auf und gingen mit einem 3:2-Sieg vom Feld. In Mannheim unterlagen die Netzhoppers dann allerdings mit einem klaren 0:3 den United Volleys Frankfurt.